# Mazda B-serije
Mazda B-serije odnosi se na pick-up modele japanskog proizvođača Mazde.
Proizvodi se u karoserijskim izvedbama: s 2-vrata i s dva sjedala, zatim s 4-vrata, s vratima koja se otvaraju u suprotnim smjerovima, zatim s četiri sjedala (dvije pune veličine sjedala prednja i dva pomoćna sjedala iza) ili kao 4-vrata ("XL-kabina") s pet mjesta. Dostupna su dva 2,5-litarska turbo dizelska motora s 62 kW (84 KS) i 80 kW (109 KS).
Mazda B-serije ima pogon na stražnje kotače za normalnu cestovnu vožnju, ali i mogućnost vožnje sa sva četiri kotača za teške i zahtjevne terene. Kapacitet vuče je 2,8 tona.
U Europi je proizvodnja Mazde B-serije prestala 2006. godine i umjesto toga proizvodi se model Mazda BT-50. Izvan Europe proizvodio se pod raznim imenima: Mazda Bravo (Australija), Mazda Bounty (Novi Zeland), Mazda Magnum / Thunder / Fighter (Tajland) i Mazda Drifter (Južna Afrika). Suradnja s Fordom rezultirala je nastankom Forda Couriera i kasnije Forda Rangera. Ford Courier je identičan Mazdi B-serije, samo za američko tržište. Ford Ranger se malo razlikuje.